# Lajosmizse
Lajosmizse is een plaats (város) en gemeente in het Hongaarse comitaat Bács-Kiskun. Lajosmizse telt 11 165 inwoners (2007).

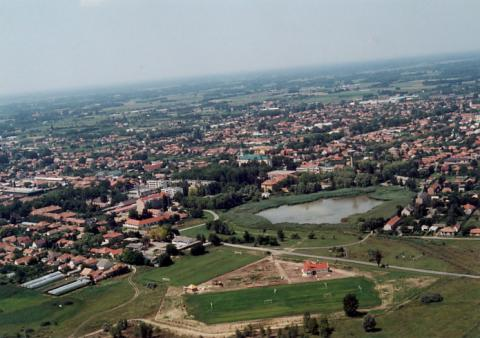
Luchtfoto